# پریانکا گاندی
پریانکا گاندی (انگلیسی: Priyanka Gandhi؛ زادهٔ ۱۲ ژانویهٔ ۱۹۷۲) که همچنین با نام بعد از ازدواجش پریانکا گاندی وادرا نیز شناخته می‌شود، یک سیاستمدار هندی است که هم‌اکنون در سمت دبیرکل کنگره ملی هند (AICC) قرار دارد و به عنوان مسئول ایالت اوتار پرادش شرقی خدمت می‌کند.
پریانکا همچنین وکالت مؤسسه راجیو گاندی را برعهده دارد. پریانکا دختر راجیو و سونیا گاندی است، خواهر راهول گاندی و نوه فیروز گاندی و ایندیرا گاندی است و اکنون او را به عنوان یکی از اعضای برجسته خانواده سیاسی نهرو-گاندی می‌شناسند.

## سنین جوانی و تحصیلات
پریانکا گاندی تحصیلات خود را در مدرسه مدرن و کلیسای عیسی مسیح به انجام رساند. او در رشته روان‌شناسی و سپس مدرک کارشناسی ارشد در مطالعات بودایی از کالج عیسی مسیح دانشگاه دهلی فارغ‌التحصیل شد. سپس در رشته مطالعات بودایی مدرک کارشناسی ارشد خود را در سال ۲۰۱۰ دریافت کرد.

## فعالیت‌ها
«من در ذهن بسیار شفاف هستم. سیاست یک کشش قوی نیست، بلکه این مردم هستند، و من می‌توانم کارهایی را برای آنها انجام دهم بدون نیاز به اینکه در سیاست باشم.»

—مصاحبه گاندی در زمینه علت پیوستن خود به سیاست با رسانه هندی Rediff.com
گاندی به‌طور منظم به حوزه‌های انتخاباتی مادر و برادر خود در رائه برلی و امتی می‌رفت و دائماً به‌طور مستقیم در معرض برخورد با مردم قرار داشت.
او از شخصیت محبوبی در حوزه انتخابیه‌اش برخوردار است، در حوزه انتخابیه اش در آمتی جمعیت زیادی این شعار را می‌گویند «آمتی کا دانکا، بیتیا پریانکا» شیپور آمتی برای پریانکا جار می‌زند.
در انتخابات عمومی هند در سال ۲۰۰۴، او مدافع مبارزات انتخاباتی مادرش بود و به نظارت در مبارزهٔ انتخاباتی برادرش راهول گاندی در سال ۲۰۰۷ کمک کرد.
در تاریخ ۲۳ ژانویه ۲۰۱۹، پریانکا گاندی به‌طور رسمی وارد سیاست شد و به عنوان دبیرکل کنگره مسئول اوتار پراش شرقی شد.

## زندگی شخصی

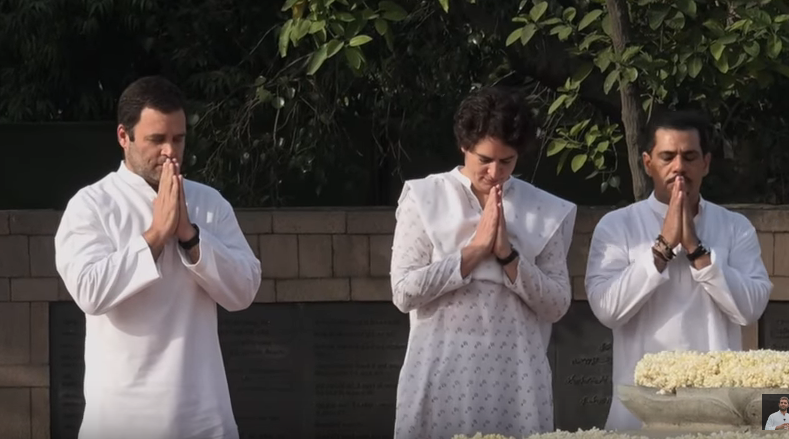
پریانکا گاندی (وسط)، با همسرش رابرت وادرا (راست) و برادرش راهول گاندی (چپ)

پریانکا با رابرت وادرا، یک تاجر اهل دهلی، ازدواج کرد. عروسی آن‌ها در ۱۸ فوریه ۱۹۹۷ در منزل گاندی طی یک مراسم سنتی در هندوستان برگزار شد. آن‌ها دو فرزند دارند؛ یک پسر بنام ریحان و یک دختر به نام میرایا که به بودا اعتقاد دارند و از فلسفه بودائی و شیوه‌های ویپاسانا پیروی می‌کنند.